# Pteropus griseus
Pteropus griseus är en däggdjursart som först beskrevs av E. Geoffroy 1810.  Pteropus griseus ingår i släktet Pteropus och familjen flyghundar. IUCN kategoriserar arten globalt som otillräckligt studerad.
Inga underarter finns listade i Catalogue of Life. Wilson & Reeder (2005) skiljer mellan tre underarter.
Denna flyghund förekommer på Sulawesi, på Timor och på mindre sydostasiatiska öar. Habitatet utgörs av skogar. Individerna vilar ensam eller i små flockar i växtligheten.